# Санта-Роза (остров, Лорето)
Санта-Роза, также известная как Санта-Роза-де-Явари и Санта-Роза-де-Лорето — спорный речной остров, расположенный в Назаретском проливе, самая восточная часть реки Амазонки на территории Колумбии и Перу и самая южная граница Амазонской трапеции, которая является частью границы Колумбии и Перу. Он расположен недалеко от Трес-Фронтерас, точки пересечения границ Бразилии, Колумбии и Перу. Крупнейший населённый пункт — Санта-Роза-де-Явари. Население острова на 2025 год составляет около 3000 человек
Он отделился от острова Чинерия около 1970 года в результате естественного процесса речной фрагментации. Однако пролив, разделявший оба острова, с тех пор пересох. Официальная позиция Министерства иностранных дел Перу заключается в том, что остров больше не существует, но является частью острова Чинерия.

## Имя
Остров назван в честь изображения Розы Лимской, которое гражданская гвардия привезла на недавно сформированный форпост.

## География
Остров расположен на реке Амазонка, которая является частью естественной границы между Колумбией и Перу, недалеко от Трес-Фронтерас, тройной границы между Перу, Колумбией и Бразилией. Он расположен к югу от островов Чинерия и Ронда, находящихся под управлением Перу и Колумбии соответственно.

## История
Согласно перуанскому правительству, остров является частью округа Санта-Роса-де-Лорето, созданного 3 июля 2025 года в соответствии с Законом № 32403, одобренным Конгрессом Перу по инициативе президента Дины Болуарте. Ранее он входил в округ Явари, его столицей является Санта-Роса-де-Явари, один из трех пограничных переходов Трес-Фронтерас. Его создание вызвало протест президента Колумбии Густаво Петро, который заявил, что Перу узурпировало колумбийскую территорию, и объявил, что в ответ празднование битвы при Бояке будет перенесено в соседнюю Летисию.
С 2004 года на острове действует филиал Национального реестра идентификации и гражданского состояния перуанского правительства (RENIEC)